# ヨウエル・シグルソン
ヨウエル・シグルソン（アイスランド語: Jóel Sigurðsson、1924年11月5日 - 2003年11月28日）は、アイスランドの陸上競技選手。

## 経歴・人物
1948年ロンドンオリンピックの男子やり投げに出場したが、結果は55.69mの17位で予選敗退した。